# Massakre (banda chilena)
Massakre es una banda chilena de thrash metal, la cual es importante, tanto para la escena chilena, como para la escena hispanoamericana en general, ya que fue la primera banda en organizar un festival de metal en Chile como lo fue el recordado Death Metal Holocaust, el cual tuvo distintas versiones y trajo a bandas de diferentes países como Retrosatan de Argentina, Vulcano de Brasil, Alvacast de Uruguay y G03 de Perú. siendo parte de una banda de garage en sus inicios (1982-1984) hasta ser un proyecto definitivo en el año 1985.
Han grabado 3 discos de larga duración en donde combinan temas anteriormente grabados en sus 3 demos, además de los compilatorios Back From The Mass Grave y Pissing Into The Mass Grave + Fantasmas. Otro dato fue el pionero uso del corpse paint en una banda de thrash metal, y que más tarde utilizarían grupos como Sarcófago o Mayhem.

## Biografía

### Inicios
Massakre se forma a principios de 1982 por la iniciativa de Yanko Tólic (único miembro original y motor de la banda hasta nuestros días), aunque no de forma definitiva ni oficial, puesto que se forma a partir de bandas de Garage; la primera banda que forma Tólic es Sepulcro, con la cual no llega a tener ninguna presentación y no sale del cuarto de ensayo. En el 83 pasan a llamarse Embrión, nuevamente sin dar frutos, pero esto no hace desistir a Yanko, por lo que para el 85 ya dominando mejor la guitarra y con lecciones aprendidas, además de la experiencia de que había una escena Roquera chilena dominada por Tumulto, Sol y Medianoche, Congreso además de haber conseguido nuevos músicos, establece definitivamente el que sería su proyecto más duradero, Massakre.

### El Death Metal Holocaust
Con el tiempo avanzando y con Massakre ya establecido, Yanko empieza a descubrir nuevas amistades, los cuales comparten el mismo gusto que él por grupos como Celtic Frost, Slayer o Hellhammer. Una de las más importantes amistades, es la de Andrés Cabrío Marchant, el cual fue el vocalista de Nimrod en este festival de bandas y luego sería el futuro vocalista de la reconocida banda Necrosis en su primera etapa antes de la disolución. A finales del 85, cuando ya hay varios grupos Thrasher's establecidos como son los casos de Pentagram, Nimrod, Belial, Tormentor que cambiaría en un futuro su nombre a Abbadon o Vastator.
También hay que señalar que, al participar Belial de este evento, se unen las 2 escenas regionales más grandes de Chile, la de Santiago y la de Valparaíso, con lo que se masifica el movimiento metalero en Chile.

### Los Demos y el desgaste
Luego de haber realizado el exitoso festival y todas las versiones que siguieron, Massakre logra por fin, en 1986 grabar su primer demo y el primero de Thrash Metal hecho en Chile, este demo se tituló Pissing Into The Mass Grave. Fue el primer demo lanzado oficialmente por el grupo, ya que no se cuentan los demos Fantasmas y Las Violentas Calles de Santiago. El segundo demo oficial de la banda llevó por título Altazor y le seguiría el que obtuvo mayor difusión de los 3 Beyond the Psychotic Redemption el cual contiene la canción Morbid Death, considerada por muchos como uno de los tantos himnos del Metal Chileno. Aunque Massakre fue un grupo bastante activo dentro de la escena Thrash chilena, considerado como uno de los 4 más grandes del Metal Chileno, hubo un desgaste de los músicos, esto debido a que los conciertos eran realizados con dinero de su parte sin obtener nada a cambio, además de la expansión de los llamados Cuma Agressor's los cuales se encargaban de realizar desórdenes en vez de disfrutar de la música o colaborar de alguna forma en ellas. Esto sumió a varios grupos en ese desgaste, algunos grupos como Pentagram decidieron no seguir en la escena, en otros produjo una reacción como en SQUAD en el tema Cuma Aggressor. Esto afectó a Massakre, pero al punto de criticar ni de terminar como grupo.

### El Corpse Paint y los mitos
Una característica que definió a Massakre era su parte escénica, la cual disfrutaba experimentar distintas cosas. Bajo el influjo de King Diamond y The Misfits decidieron crear una propia pintura corporal, la cual utilizaron muy pocas veces en vivo. Sólo se conserva una foto sobre la utilización de esta pintura corporal, tomada en la sala de ensayo de la banda. Sobre dicha sala de ensayo se dice que más de una vez los integrantes dijeron ser penados por espíritus. Otro mito de este grupo fue el hecho de que realizaban ritos satanistas como por ejemplo el sacrificar cabras, cosa que no son más que mitos.

### Discos y actualidad
En 1989 Massakre emprende la grabación de su primer LP, el LP consistía en una muestra de Thrash Metal con toques sinfónicos, 2 años antes de que Dorso lanzara el disco Romance el cual consiste básicamente en lo mismo, pero con una historia conceptual que liga a todas las canciones. Esto deja en claro la importancia de Massakre en la música chilena en general. También destaca un cover al tema Todos Juntos del grupo Los Jaivas. Pero no sería hasta el 2001, cuando luego de un silencio indefinido, el grupo lanzaría Psychotic Redemtiom el cual combina nuevas versiones de temas antiguos del grupo lanzados en sus demos y canciones nuevas. Fue bien recibido por la mayoría del público, el cual lo catalogó como una vuelta al Thrash de antaño, pero con una mejor producción. Le seguirían Crematorium y los compilatorios Back From The Mass Grave y Pissing Into The Mass Grave + Fantasmas. Hoy Massakre se encuentra preparando su próxima producción, de la cual se reveló el sencillo Mortuary. Será lanzado como EP, en el videoclip se refleja un Death Metal con toques de Speed Metal.
 En noviembre de 2016, Massacre lanza su biografía llamada "Massacre: 30 años de Thrash Metal", escrita por el sociólogo Maximiliano Sánchez, donde, en 420 páginas, se muestra toda la historia de la banda, desde sus cimientos hacia fines de los años setenta hasta la actualidad.

## Discografía

### Demos
- Pissing Into The Mass Grave (1986)
- Altazor (1986)
- Beyond the Psychotic Redemption (1988)

### Álbumes
- Massacre (1989)
- Psychotic Redemtiom (2001)
- Crematorium (2005)

### EP
- In Aeternum (2011)

### Compilatorios
- Back From The Mass Grave (2006)
- Pissing Into The Mass Grave + Fantasmas (2007)

### Sencillos
- Mortuary (2011)

### No Lanzados Oficialmente
- Live in Climax (1985)
- Demo I (1986)
- Demo II (1986)